# Olympic FC de Niamey
El Olympic FC de Niamey es un equipo de fútbol de Níger que juega en la Primera División de Níger, la liga de fútbol más importante del país.

## Historia
Fue fundado en el año 1974 en la capital Niamey con el nombre Secteur 6, siendo actualmente uno de los equipos más ganadores de Níger al acumular 12 torneos de liga y 5 de copa, siendo como consecuencia un equipo que ha participado en varias ocasiones en torneos internacionales, aunque no ha tenido mucho éxito en ellos.

## Palmarés
- Primera División de Níger: 12

1966, 1967, 1968, 1969, 1970 (como Secteur 6)
1976, 1977, 1978, 1989, 1998, 1999, 2012
- Copa de Níger: 5

1975, 1977, 1990, 1991, 2003

## Participación en competiciones de la CAF
| Temporada | Torneo                            | Ronda      | Club                   | Casa  | Visita | Global      |
| --------- | --------------------------------- | ---------- | ---------------------- | ----- | ------ | ----------- |
| 1967      | Copa Africana de Clubes Campeones | 1          | Al Ittihad Tripoli     | 3-2   | 1-3    | 4-5         |
| 1968      | Copa Africana de Clubes Campeones | 1          | US Ouagadougou         | 1-1   | 1-3    | 2-4         |
| 1969      | Copa Africana de Clubes Campeones | 1          | Etoile Filante de Lomé | 1-5   | 0-3    | 1-8         |
| 1970      | Copa Africana de Clubes Campeones | 1          | Union Douala           | 0-2   | 2-1    | 2-3         |
| 1971      | Copa Africana de Clubes Campeones | 1          | Enugu Rangers          | 1-1   | 0-1    | 1-2         |
| 1975      | Copa Africana de Clubes Campeones | 1          | ASEC Mimosas           | 0-2   | 1-4    | 1-6         |
| 1977      | Copa Africana de Clubes Campeones | 1          | Al Madina Trípoli      | 2-4   | 2-2    | 4-6         |
| 1978      | Copa Africana de Clubes Campeones | 1          | Stade Centrafricain    | 1-1   | 3-1    | 4-2         |
| 1978      | Copa Africana de Clubes Campeones | 2          | Enugu Rangers          | w.o.1 | w.o.1  | w.o.1       |
| 1990      | Copa Africana de Clubes Campeones | 1          | Al Ittihad Tripoli     | 2-0   | 1-6    | 3-6         |
| 1991      | Recopa Africana                   | Preliminar | Forces Armées CA       | 5-1   | 3-1    | 8-2         |
| 1991      | Recopa Africana                   | 1          | Prévoyance Yaoundé     | 2-0   | 1-3    | 3-3 (a)     |
| 1991      | Recopa Africana                   | 2          | DC Motema Pembe        | 2-1   | 1-2    | 3-3 (3-4 p) |
| 1992      | Recopa Africana                   | 1          | Al-Ahly Benghazi       | 1-0   | 0-0    | 1-0         |
| 1992      | Recopa Africana                   | 2          | US Mbila Nzambi        | 3-2   | 0-1    | 3-3 (a)     |
| 1993      | Recopa Africana                   | 1          | Dragons FC de l'Ouémé  | 2-2   | 0-4    | 2-6         |
| 1994      | Copa CAF                          | 1          | Elect Sport FC         | w.o.2 | w.o.2  | w.o.2       |
| 1994      | Copa CAF                          | 2          | US Chaouia             | w.o.1 | 0-6    | 0-6         |
| 2000      | Liga de Campeones de la CAF       | Preliminar | Al Ahly Tripoli        | 1-2   | 0-4    | 1-6         |
| 2001      | Recopa Africana                   | 1          | Stade d'Abidjan        | 0-2   | 0-4    | 0-6         |
| 2004      | Copa Confederación de la CAF      | Preliminar | CO Bouaflé             | 1-0   | 2-3    | 3-3 (a)     |
| 2004      | Copa Confederación de la CAF      | 1          | FAR Rabat              | 2-3   | 0-3    | 2-6         |
| 2013      | Liga de Campeones de la CAF       | Preliminar | JSM Béjaïa             | 0-0   | 0-3    | 0-3         |

1- Olympic FC abandonó el torneo.

2- Elect Sport FC abandonó el torneo.